# Desa Ubupede
Desa Ubupede är en administrativ by i Indonesien.   Den ligger i provinsen Nusa Tenggara Timur, i den södra delen av landet, 1 400 km öster om huvudstaden Jakarta. Desa Ubupede ligger på ön Pulau Sumba.